# Arianizare
Arianizarea (în germană Arisierung) este un termen inventat în perioada nazistă cu scopul de a descrie expulzarea forțată a așa-zișilor „non-ariani”, în mare parte evrei, din viața economică în Germania Nazistă și în teritorile pe care le controla. Acest proces a determinat transferul proprietăților evreiești în mâinile arianilor, fapt menit să contribuie la „deevreizarea economiei”.
Procesul a început prin deposedarea victimelor de propria avere și s-a încheiat cu Holocaustul.

## Excluderea evreilor
Evreii deveniseră deja excluși din viața publică odată cu alineatul arian și legile de la Nürnberg. Anumite zone din economie au fost păstrate pentru aceștia, însă arianizarea trebuia să le elimine. Au fost concediați cei cu slujbe în sectorul public - precum educare și servicii civile - și alte restricții au fost introduse pe parcursul perioadei naziste. Mai târziu, o mare parte au fost încarcerați în lagărele de concentrare și deportați într-un final către est unde erau uciși de Einsatzgruppen sau în lagărele de exterminare.

## Furtul de proprietăți
Până la 1 ianuarie 1938, evreilor germani le-a fost interzisă administrarea întreprinderilor și comerțului, respectiv prestarea de bunuri și servicii. Pe 26 aprilie 1938, evreilor li s-a ordonat să-și declare toată averea în valoare de peste 5.000 mărci germane, iar accesul la conturile bancare a fost limitat. Pe 14 iunie 1938, Ministerul Afacerilor Interne a ordonat înregistrarea tuturor afacerilor evreiești. Statul a stabilit prețul de vânzare al firmelor evreiești la o fracțiune din valoarea lor pe piață și a utilizat variate tactici de manipulare pentru a se asigura că acestea sunt vândute doar anumitor persoane. IG Farben, familia Flick și marile bănci s-au numărat printre cei mai mari „profitori de pe urma arianizării”. Veniturile obținute de pe urma firmelor „arianizate” au fost depozitate în conturi de economii și au fost disponibile evreilor deponenți doar în sume limitate. În toamna anului 1938, doar 40.000 din cele 100.000 de foste-afaceri evreiești erau încă în administrarea proprietarilor de drept. Arianizarea a fost completată prin legiferarea unui reglementări intitulat Verordnung zur Ausschaltung der Juden aus dem deutschen Wirtschaftsleben (în română: Reglementări privind eliminarea evreilor din viața economică germană) pe data de 12 noiembrie 1938. Prin intermediul acestuia, ultimele afaceri erau transferate proprietarilor ariani, iar veniturile obținute erau preluate de stat. Bijuteriile, acțiunile, proprietățile imobiliare și alte valori trebuiau să fie vândute. Fie prin forță directă - implementarea unei taxe subite de către guvern -, fie prin greutatea circumstanțelor, proprietățile evreiești au fost comercializate în mare parte sub valoarea adevărată pe piața financiară. Angajații de origine evreiască au fost concediați și celor liber profesioniști le-a fost interzisă practica propriilor profesii.

## Kristallnacht

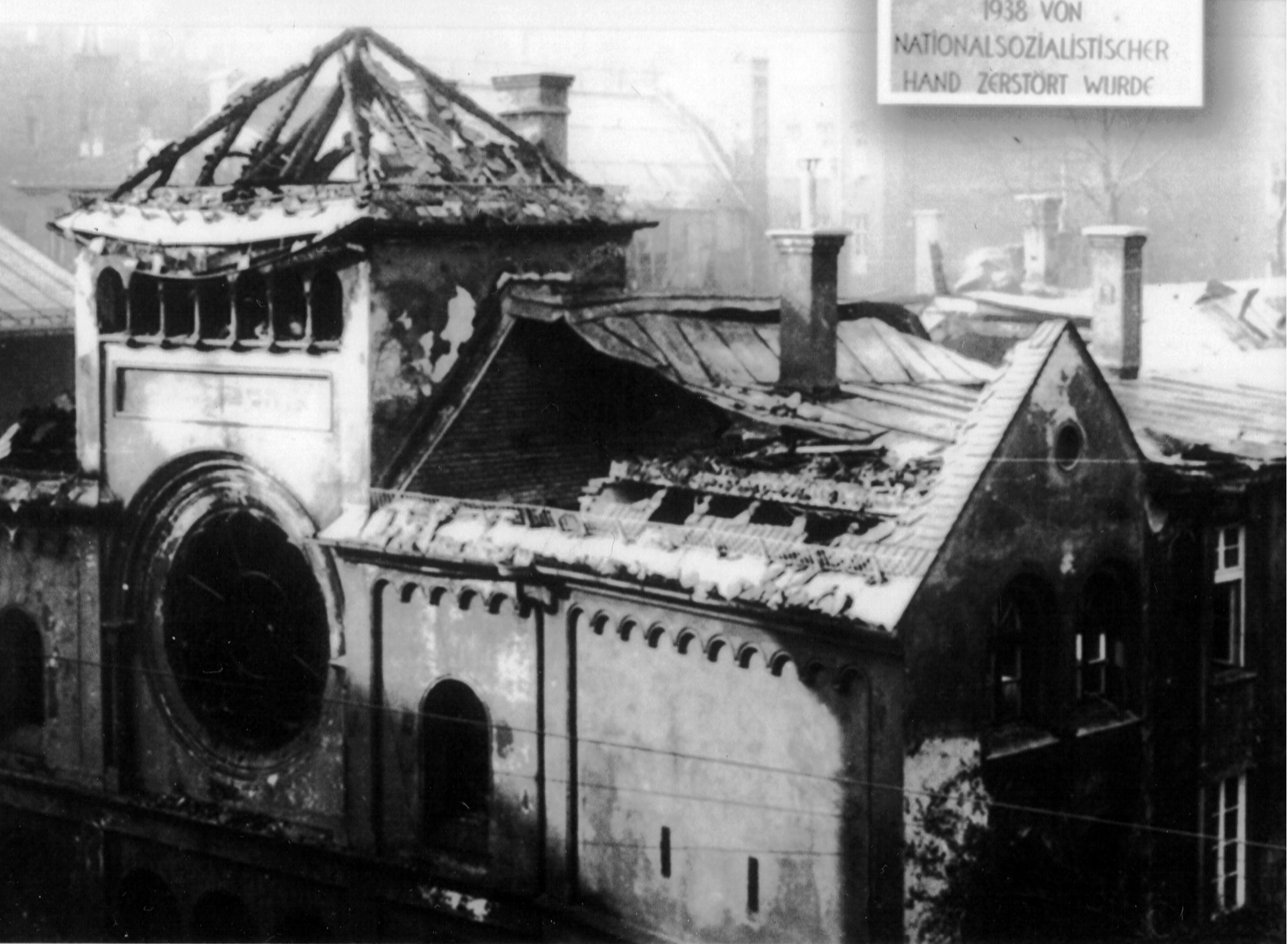
O sinagogă distrusă în urma pogromurilor din „Noaptea de cristal” în München.

După pogromurile din „Noaptea de cristal”, procesul de arianizare s-a accentuat drastic. Pe 12 noiembrie 1938, evreilor li s-a interzis administrarea afacerilor, fiind astfel obligați să apeleze la înlocuitori „ariani”. Aceștia din urmă, deseori promovați de către partid, preluau funcția și mai târziu întreaga afacere. „Arianii supuși” (Gefälligkeitsarier) erau amenințați cu pedepse implementate prin Regulamentul împotriva Complicității cu privire la Ascunderea Firmelor Evreiești (22 aprilie 1938). Deoarece evreii erau împovărați cu plăți grele pentru „îndreptarea” daunelor create de către Sturmabteilung și mulțimile antisemite în noaptea de cristal, vânzarea proprietăților evreiești era doar o chestiune temporală. Pe 3 decembrie 1938, valoarea proprietăților evreiești a fost înghețată la cel mai mic nivel, iar valorile și bijuteriile au fost vândute prin intermediul oficilor statele. Sărăcirea populației de origine evreiască cauzată de arianizare a stat deseori în calea scopului acestui proces - promovarea emigrării prin persecuție - deoarece cei afectați nu mai avea mijloace prin care să poată emigra. Aceștia au devenit victimele soluției finale. Arianizarea a combinat motivele rasiale ale național socialismului cu sentimentele tradiționale antisemite în cadrul claselor (Mittelstand) și tendințelor expansioniste ale marilor întreprinderi. Teama de a nu avea acces la pradă a dat naștere unei coaliții a lăcomiei, astfel încât a existat puțină opozției față de arianizare. După război, Republica Federală Germană a plătit despăgubiri pentru pierderile materiale.
Multe afaceri importante au fost vândute și revândute în cursul acestui proces, unele dintre acestea - de exemplu magazinul Hertie - jucând un rol important în perioada Wirtschaftswunder-ul postbelic din Germania de Vest. Victimele ucise de naziști au fost deposedate de ultimele proprietăți ale acestora precum dinții de aur, verighetele, părul și toate hainele.
Într-un sens mai larg, termenul arianizare este uneori utilizat cu referire la evacuarea oamenilor de știință evrei și a celor implicați în sectorul cultural. 

## Arianizarea în filme
- Magazinul de pe strada mare (titlul original: Obchod na korze) - câștigător al Premiului Oscar în 1965.